# آرنرایت
آرنرایت (به آلمانی: Arnreit) یک منطقهٔ مسکونی در اتریش است که در ناحیه رورباخ واقع شده‌است. آرنرایت ۲۰ کیلومتر مربع مساحت دارد ۶۰۴ متر بالاتر از سطح دریا واقع شده‌است.